# Stazione di Plaus
La stazione di Plaus è una fermata ferroviaria posta lungo la ferrovia della Val Venosta. Serve il comune di Plaus.
La gestione degli impianti è affidata a Strutture Trasporto Alto Adige.

## Storia
La fermata venne aperta il 1º giugno 1906 per poi esser chiusa a seguito della dismissione della Ferrovia della Val Venosta, decisa dalle Ferrovie dello Stato nel 1990.
Verso il Terzo millennio la provincia autonoma di Bolzano rilevò la linea ed i fabbricati pertinenti, affidandone la ristrutturazione ai comuni di appartenenza. Anche la stazione di Plaus venne in tal modo ristrutturata e riaperta al traffico passeggeri nel 2005.

## Struttura e impianti
La fermata è a singolo binario, senza fabbricato viaggiatori, con la banchina protetta da una pensilina ferro-lignea.

## Movimento
Nella fermata fermano tutti i treni regionali e RegioExpress allestiti da SAD da e per Bolzano/Merano e Malles Venosta.